# TF6
TF6 war ein französischer Privatsender. Er nahm den Sendebetrieb am 18. Dezember 2000 über die Satellitenplattform TPS auf. Der Fernsehsender entstand als Kooperation zwischen Frankreichs größten Privatsendern TF1 und M6. Beide Rundfunkgesellschaften waren zu 50 % am Kapital des Fernsehsenders beteiligt. So waren 50 % des Senders im Besitz von TF1 und jeweils 25 % im Besitz der RTL Group sowie im Streubesitz. Zum 31. Dezember 2014 wurde der Sendebetrieb aufgrund gesunkener Einschaltquoten eingestellt.

## Programm

### Serien
- Law & Order
- Dr. House
- Cold Case – Kein Opfer ist je vergessen
- Smallville

### Unterhaltung
- Cauetivi
- Cheaters
- Miss Swan
- Medical Detectives